# 감마 아미노뷰티르산
감마-아미노뷰티르산 또는 γ-아미노뷰티르산(영어: γ-aminobutyric acid, GABA)은 포유류의 중추신경계에 작용하는 억제성 신경전달물질이다. GABA는 신경계에서 신경의 흥분을 조절하는 역할을 맡고 있으며, 인간의 경우 γ-아미노뷰티르산은 근육의 상태를 직접적으로 조절하며, 곤충에서는 신경 수용체의 흥분에만 관여한다.
γ-아미노뷰티르산은 엄밀하게 말하면 아미노산의 일종이지만, 알파 아미노산이 아니기 때문에 GABA는 단백질을 구성하는 데는 사용되지 않는다.

## 기능

### 신경전달 물질
척추동물에서 GABA는 뇌의 억제 시냅스의 원형질막 안의 수용체와 결합한다. 이 결합을 통해 세포의 이온통로를 열어 음전하로 하전된 염소 이온을 들이며, 양전하로 하전된 칼륨 이온을 배출한다. 이 작용은 막전위를 증가시켜, 과분극을 일으킨다. 수용체가 리간드 개폐 통로로 작용하는 GABAA 수용체와, G단백질을 매개로 이온통로를 여는 GABAB 수용체, 그리고 GABAC 수용체가 있다.
신경 세포 중 일부는 GABA를 만드는데, 이런 신경을 GABA성 신경이라 부른다. GABA는 성장한 척추동물의 수용체와 결합해 신경 활성을 억제하는 작용을 한다. 곤충에서는 GABA는 포유류와 반대로 시냅스와 근육 세포 중간에서 근육활동을 조절하며, 전체 분비샘의 자극에도 영향을 미친다.
GABA의 역할이 자극성인지 억제성인지의 여부는 이온의 전하와 양에 영향을 받는데, 이는 GABAA 수용체가 조절한다. 특정 양의 양이온이 세포 안으로 흘러들어가면 GABA는 자극성 신경전달물질이 되지만, 반대의 경우엔 억제성 신경전달물질이 된다. 신생아부터 성인까지 뇌가 성장할수록 GABA의 역할은 자극에서 억제로 바뀌어 간다.

## 성장
GABA는 초창기 포유류의 뇌의 해마와 피질에 주요한 자극을 주기 때문에, 글루탐산 시냅스가 성장할 때까지 뇌의 많은 부위의 주요 자극물질의 역할을 한다. 성장 단계에서 시냅스간 연결구조에 앞서 GABA가 신경에서 합성되어 각각의 동일한 세포와 가까운 세포간 신호조정자 역할을 하게 된다.
또한 GABA는 신경조세포의 확산, 이동,, 분화 신경돌기의 연장,, 시냅스 형성에 기여한다.

GABA는 또한 배아줄기세포와 신경줄기세포의 성장을 조절하며, 뇌신경자극 유도인자를 거쳐 신경조세포의 성장에 영향을 미친다.

## 분자 구조
GABA에선 대부분 양이온을 볼 수 있는데, 이는 GABA의 카르복시기에는 양성자가 부족하고, 아미노기에서는 여분의 양성자가 있기 때문이다. GABA의 구조는 환경에 따라 변화되는데, 기체 상태에선 두 개의 그룹이 정전기의 인력으로 인해 강력히 붙어있다. 양자화학의 계산에 의하면 GABA 분자의 안정 에너지는 약 50 kcal/mol이다. 고체 상태에서의 GABA는 아미노기 말단과 카르복실기 말단의 서툰 결합으로 인해 여러 구조가 나타난다. 용해 상태에서는 5개 이상의 구조와 접힘, 펼쳐진 분자 구조가 보인다. 이런 GABA의 분자 구조로 인하여 여러 다른 수용체에 작용할 수 있게 된다. 약학적으로 적용된 여러 가지 GABA 유사체는 고정된 구조로 조절이나 결합이 더 수월하게 된다.

## 역사
GABA는 1883년에 처음 합성되었으며, 그 당시엔 식물과 미생물의 대사 중간생성물로 알려졌으나, 1950년 GABA가 포유류의 중추신경계에 필수적인 요소라는 사실이 발견되었다.

## 부작용
GABA가 과다하게 분비되면 뇌 기능이 손상되는데, 이는 뇌졸중의 휴유증으로 발생하는 기능 해리, 즉 뇌졸중이 일어난 곳과는 다른 부위까지 손상되는 증상의 원인으로 꼽힌다. 뇌졸중이 발생하면 별세포가 커지고 개수가 늘어나, GABA가 지나치게 많이 생산된다. 과다하게 분비된 GABA는 뇌세포의 기능을 저하시킨다. 한편 급성기 뇌졸중에서, GABA α5 길항제는 뇌졸중 이후 신경학적 회복과 뇌졸중 주변 부위의 재형성을 향상시킨다.

## 약물기전
GABA 기전은 신경정신약물로서 즉각적인 효과와 지속적 개선을 위한 옵션으로써 사용될 수 있으나 여전히 전문가들은 지속적 사용의 내성적 작용에 대한 주의와, 이러한 맥락에서 만성적 질환의 개선을 위한 면역체계의 자가면역증진을 위한 접근에서 그 한계를 언급하고있다.

## 같이 보기
- 비단백질성 아미노산
- γ-하이드록시뷰티르산 (GHB)
- 아미노뷰티르산
- α-아미노뷰티르산 (AABA)
- β-아미노뷰티르산 (BABA)